# San Francesco (Caltanissetta)
Il quartiere di San Francesco è un rione antico della città di Caltanissetta, esso si sviluppa sul margine ovest della città.
Esso prende il nome dall'omonimo convento dedicato al santo di Assisi.
Oggi esso è al confine con il quartiere di San Salvatore a nord e il quartiere Furchi a Sud, Viale Amedeo ad est e per un tratto con il quartiere di San Domenico.
Comunemente però esso è inteso come un quartiere posto alle spalle della cattedrale nissena e confinante con il quartiere di San Domenico, inglobando il quartiere o rione Furchi e il quartiere o rione di San Salvatore.
Secondo una suddivisione del 2016 effettuata dall'Ufficio tecnico del Comune di Caltanissetta, esso ha una superficie complessiva di 20 657 m², con 1 087 residenti al 2010

## Galleria d'immagini

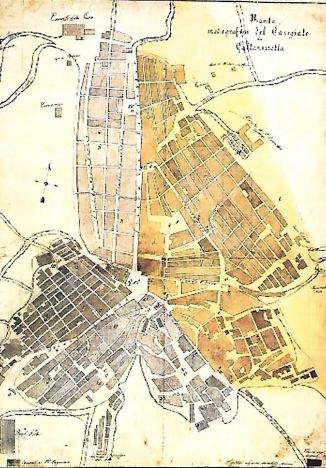
Antica mappa borbonica di Caltanissetta degli inizi 800
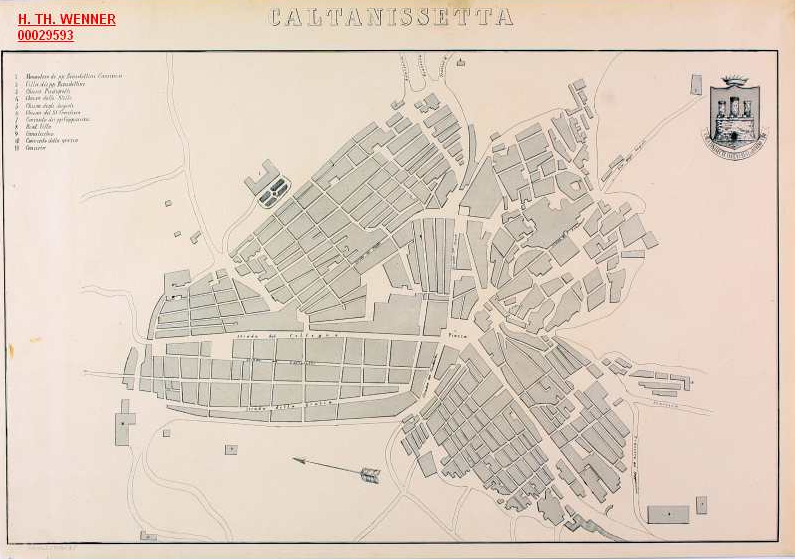
Antica mappa borbonica di Caltanissetta ante unità d'Italia
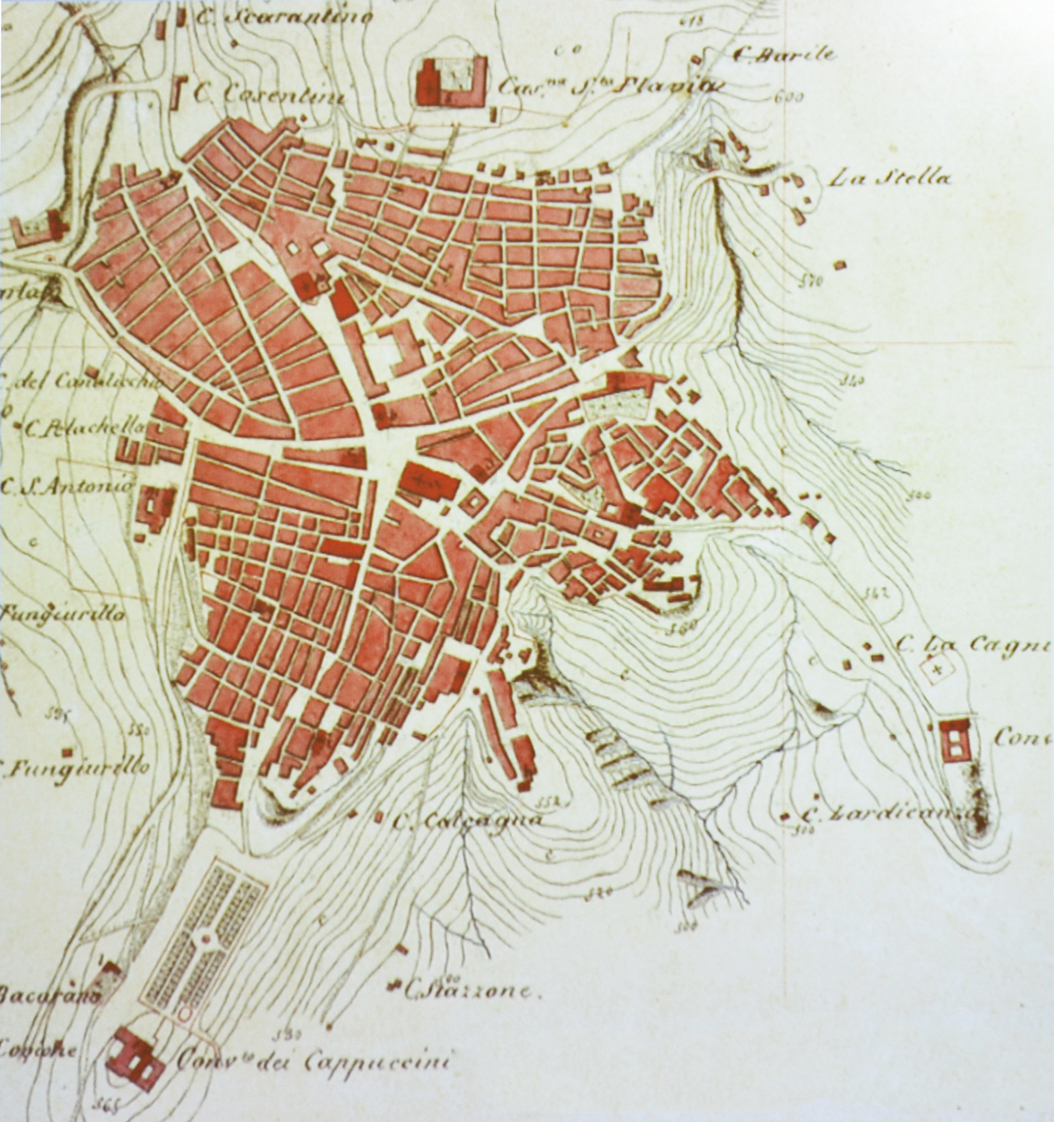
Antica mappa di Caltanissetta inizi 1864
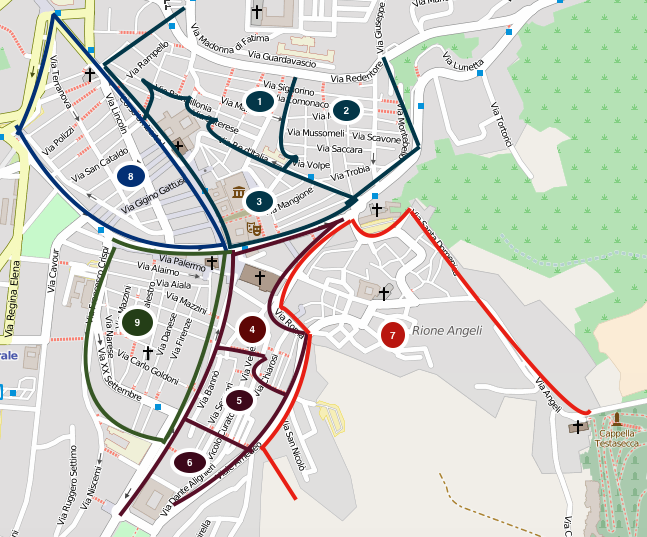
Quartieri e rioni di oggi a CL